# 山口小夜子
山口 小夜子（やまぐち さよこ、1949年9月19日 - 2007年8月14日）は、日本のファッションモデル。「日本の元祖スーパーモデル」とも称されている。神奈川県横浜市生まれ。活動はモデルだけに留まらず女優、パフォーマー、ファッションデザイナー、と多岐にわたった。また晩年は、その活動を自ら「ウェアリスト」と名乗っていた。

## 生涯

### ファッションモデルとして
京浜女子大学横浜高等学校卒業後、学校法人杉野学園ドレスメーカー女学院に通う。同校で服飾デザインを学ぶと、日本人女性にしては背が高かったことから、洋服のサイズを仕上げる仮縫いのモデルを頼まれた。後日講師の勧めにより、プロのモデルを目指し始める。
同校卒業後、1971年にプロのモデルとしてデビューし、山本寛斎の「やまもと寛斎ロンドン・コレクション凱旋ショー」や高田賢三、三宅一生のショーに出演して注目を集める。1959年にルイ・フェローに見出されて、アジア系モデルとして初めてパリコレクションに起用された松田和子、1960年にピエール・カルダンに見出された松本弘子に続き、1972年のパリコレクションに起用された。唯一無二のモデルとして存在感を示したことから、パリコレやニューヨークコレクションに常連で出演するようになる。さらに、イヴ・サン＝ローラン、ジャン＝ポール・ゴルチエなど、海外のトップデザイナーにも重用され、以後海外を飛び回った。また、世界的ファッション雑誌『VOGUE（ヴォーグ）』にもたびたび登場した。
1960年代にパリコレクションで活躍した松田和子や松本弘子のような大きな目でキュートな顔立ちのモデルとは違い、切れ長の目と黒髪のおかっぱ髪で登場し、日本人ブームを引き起こした。白い肌に切れ長の目の美しさを作り出す繊細なアイライン、高い位置のチーク、くっきり縁取った赤いリップによる彼女のエキゾチックな顔は、ヨーロッパで熱狂的に支持された。
1970年代半ばには海外では“東洋の神秘”と称賛されるなど注目され、「SAYOKO マネキン」というマネキン人形が作られるほどであった。1977年にロンドンのマネキン制作会社「アデル・ルースティン社」により「SAYOKO マネキン」が制作され、2週間かけて小夜子の形を粘土で取ったという。このマネキンが世界中の都市のショーウィンドウに飾られたことで、山口の知名度はさらに上がった。なお現在でもアナスイニューヨーク店に「SAYOKO マネキン」が残っている。
1973年から1986年まで資生堂のモデルとして専属契約を結び、「美」の普遍的イメージを国内外に発信していくことになる。1973年の『シフォネット』のポスターは、ハーフモデル全盛の時代に、黒髪おかっぱのいかにも「日本人らしい」モデルの登場を鮮烈に印象づけ、時代の転換点を体現した。モデルとして活動しながら、ファッションデザインや服飾品のプロデュースも担当。1990年には、靴やバッグなどを扱う「ダイアナ」から靴の新ブランド「SAYOKO YAMAGUCHI」を発表した。
1977年には、雑誌『ニューズウィーク』の「世界のトップモデル6人」にアジア人で初めて選ばれた（別の媒体では、「1973年の『ニューズウィーク』で「世界の4人のトップモデル」の1人に選ばれた」とも言われている）。同じく1977年にスティーリー・ダンのアルバム『彩（エイジャ）』のジャケットを飾り、ファッション業界以外でも知られるようになった。

### 舞台・映画・ダンス・デザイン
モデルとしての活動の傍ら、1977年に寺山修司演出の舞台『中国の不思議な役人』に出演して女優としての活動も開始。その稽古で天井桟敷のメソッドに触れ、表現の幅を広げた後、同年に映画『杳子』に出演。さらに、1981年にはやはり寺山の監督作『上海異人娼館』にも出演している。同年、重信浩演出による半自叙伝的舞台『小夜子：山口小夜子の世界』で主演を務めた。その他、演出家 佐藤信の舞台『忘れな草』（1986年）、舞踏やダンスの分野にも活動の場を拡げていく。
1986年にはパリ市立劇場を拠点として活動する舞踏グループ 山海塾からメソッドを学び、横須賀功光の撮影による写真集『月 小夜子／山海塾』で共演。1987年には、ダンス・カンパニー「KARAS」のダンス公演（振付、構成・勅使川原三郎）を始め、以後ダンサーとして、1996年頃まで世界ツアーも含めて彼らと活動をともにした。国際エミー賞ほかを受賞したNHK音楽ファンタジー『カルメン』（1989年）、江戸時代から続く糸あやつり人形劇団 結城座の人形たちと共演した『ペレアスとメリザンド』（1992年）など多くの舞台に出演する。また1989年には、勅使河原宏監督の映画『利休』で、豊臣秀吉の側室・茶々役を好演した。
音楽や舞、ファッションショーが一体化した壮麗な舞台の出演者としても、林英哲、山本寛斎、和田勉、毛利臣男、天児牛大らとのコラボレーションを行った仕事がある。
舞台衣装 
1997年　天児牛大演出の歌劇『青ひげ公の城』リヨン国立歌劇場自らも出演

1988年　天児牛大演出の歌劇『三人姉妹』

2004年　佐藤信演出のふたつの舞台『リア王の悲劇』
人形デザインおよび人形遣い自体のスタイリング
結城座公演『夢の浮橋～人形たちとの＜源氏物語＞』
2006年、東京都立忍岡高等学校の制服デザインも手掛けている。

### ウェアリスト（着る人）
着物をまとい、たおやかな理想の女性を演じる一方で、小夜子は、例えば1977年の時点で、ロンドン・キングスロードの動向やパンク・ムーヴメントについて中西俊夫らと雑誌で情報交換するなど、新しいもの、オルタナティヴなものに対する強い感受性を持っていた。2000年代に入った晩年の数年は、彼女のそうした側面が遺憾なく発揮された、最も自由な時間だった。
こうした活動に、晩年は「ウェアリスト（着る人）」と名乗り、自らの身体において、ファッションだけでなく、ダンス/舞、音楽、映像、文学など諸芸術が交錯する表現を展開した。「ウェアリスト」を名乗ることについて、山口は2005年に以下のように語ったことがある。「人間は“心が体を着ている”という言い方もできると思います。もっと言えば、それを取り巻くすべてのものを着ている。空気も光も。つまり、“着ることは生きること”とも言えるわけです」。
クラブカルチャーを舞台に様々な表現を始め、DJとしての活動、また多くの表現者と様々な表現に挑戦していた。
2002年、藤乃家舞（CDJ、ミキサー、FX担当）、宇川直宏（VJ担当）と『SUNZU』を結成。音楽活動としては、後にラッパーのA.K.I. PRODUCTIONとも電子音楽ライブを行っている（小夜子は、DJ・ミキサー・声を担当）。
2003年、映像作家、VJとして活躍していた生西康典、掛川康典と、舞、ファッション、音楽、映像、朗読などが一体化したパフォーマンスを展開。2005年、『じゃぽねすくの夜、その二』で舞と朗読を担当した。山川冬樹ら若い世代のパフォーマーたちとも積極的に共演する。これは晩年「ウェアリスト（着る人）」を名乗った彼女の、映像や音楽、空間を「纏う」という独自の表現の完成を示していた。2007年には、生西康典、掛川康典と自身の主演映画を共同監督する予定だったが、この計画は彼女の突然の逝去で断たれることになる。
一方、2005年から写真家 高木由利子と雑誌、およびWebサイトで連載した『蒙古斑革命』は、彼女が興味を持つ世代を超えた表現者たちにインタビューしていくもので、諸文化の混合した現在の日本を、自らのありのままの出自として受け止める人々の連帯がここに示されている。かつてナショナリスティックな「日本」イメージのアイコンであった小夜子。しかし彼女自身は、早くから中国や朝鮮半島も含めた各種の身体表現、衣装やメークを通して、日本だけでなく東アジア人であることと内側から向き合おうとしてきたのであり、「日本なるもの」を再定義するようなこのプロジェクトはその集大成とも言えるものであった。（Webサイト『蒙古斑革命』はサーバーダウンにより全データが消失し、しばらく閲覧できない状態だったが、2017年から「The Salvage Project of 蒙古斑革命」として、サイトの復元が行われている。）

### 急逝
2007年8月14日、急性肺炎のため死去した。57歳没。葬儀は親族だけで執り行われ、9月19日にお別れの会が開かれた。最後の出演映画となった『馬頭琴夜想曲』の木村威夫監督は小夜子について「1週間ほど前に会ったばかりだったが、体調が悪い様子はなかった」と語っていることから、いかに突然だったかが窺える。生前は世界的に名の知れたモデルでありながら、私生活は謎めいた存在も相まって、死後から“伝説のモデル”とも称されるようになった
2015年、東京都現代美術館にて小夜子の生涯と携わった作品群を回顧する「山口小夜子 未来を着る人」が開催された。当時、小夜子は既に死後8年を経過しようという時の開催だったが、『山口小夜子』を知らなかったはずの世代にも熱狂的に受け入れられ、小夜子が体現したような「纏う」ということ、現在のファッションとアートの交錯を先駆するような存在となった小夜子をフィーチャーした本展は、現在にも通ずるファッションの本質についての再考としても受け入れられたのか、入場者数は5万5千人。最終日だけでも3千人を動員し、大盛況のうちに幕を閉じた。

## 人物
山口と交流が深かった編集工学研究所所長の松岡正剛によると、「（トーク番組出演時や女優業などは除いて）モデルとして人前に出る時は、“山口小夜子”というキャラを作り上げていた。“大声では喋らない”、“笑わない”という徹底ぶりで常に神秘的な美を放ち続けた」。
先述の通り生前プライベートを明かすことはほとんどなかった。元資生堂社員で、長年に渡って山口を担当したヘアメイクアーティストの富川栄は、彼女の子供時代について以下のように証言している。「子供の頃は母親の手作りの服を着て育ち、人形に色々な服を着せて遊んでいたそうです。そういう経験が彼女の感受性の基礎となり、モデルという仕事に結びついたのでしょう」。
小さい頃から髪型がおかっぱだったことから、以降おでこを出すと落ち着かない気分になったという。このためモデルデビュー後は様々な髪型にしているものの、前髪はぱっつんの状態を続けた。1989年の映画『利休』の茶々役では、珍しくおでこを出した髪型で出演している。
1970年代前半のファッション業界は欧米が基準であり、それ以外の国のモデルは欧米風のメイクや髪を染めることが多かったという。山口は目が小さいことや、髪質が真っ直ぐなことに当時コンプレックスを感じていたが、欧米人の真似はしなかった。ありのままの自分でファッションショーのオーディションに勝負し続けたところ、1971年に山本寛斎のショーへの抜擢に繋がった。
富川栄は、山口について「1970年代の海外モデル業界において、アジア人の魅力を世界に広めた第一人者」と評している。また、山口の知名度が世界的となった1977年からしばらくは、ショーで彼女のヘアメイクを手掛けた富川は時々海外モデルたちから『小夜子のようになりたいからアイメイクで似せてほしい』と頼まれることもあったという。
舞台や映画でデザインにも挑戦するようになってからは、特に衣装に身に着ける小物をうまく合わせた。松岡正剛によると「彼女は小物使いの天才で、ちょっとした帯や紐やショールなどを、東洋的な美を引き立たせる道具として実に上手く使ってみせました」と回想している。
1970年代デビューのモデルでは珍しく写真集を刊行した。1984年の写真集『小夜子』では、和装や白塗りのメイクで妖艶な美を表現した。
若い頃、アクションスターのブルース・リーの主演映画『ドラゴン怒りの鉄拳』を観て感銘を受け、空手を習い始めた。
宇崎竜童のファンであることを著書で公言しており、写真集『小夜子』で共演したり、山本寛斎のショーに一緒に参加したこともある。また沢田研二にも関心があったと言われている。
私生活では読書家で勉強熱心で、文学、美術館系、民族衣装、映画など多種多様の本を読んでいた。また、普段はストリートファッションにも関心があり、特に原宿の裏通りの服屋を回るのが好きだった。

## 著書
- 『小夜子の魅力学』文化出版局 1983年3月 ISBN 978-4579301188

## 書籍
- 東京都現代美術館編『山口小夜子　未来を着る人』河出書房新社、2015年、新装版2022年 ISBN 978-4309292175

## アルバム・モデル
- 1977年発売のスティーリー・ダンのアルバム『彩（エイジャ）』のカバー（ジャケットのモデル）をつとめた(写真：藤井秀樹)。

## 主な出演

### 映画
- キャロル（1974年 本人役）
- ピーターソンの鳥（1976年）
- 杳子（1977年）
- 原子力戦争（1978年）
- 四季の追想（1979年）
- 上海異人娼館 チャイナ・ドール（1981年）
- 石の花　ISHINOHANA（1989年）
- 利休（1989年 茶々役）
- T-CITY（1993年）
- ピストルオペラ（2001年）
- Soundtrack（2002年）
- 馬頭琴夜想曲（2007年「山口さよこ」名義）
- 氷の花火 山口小夜子（2015年 追悼作品）

### テレビ
- NHK総合・ラジオ第1 『第34回NHK紅白歌合戦』（1983年） - 審査員
- フジテレビ 『夜のヒットスタジオDELUXE』（1986年） - 沢田研二「ヴォラーレ」でダンサーとして。
- 音楽ファンタジー「カルメン」（1989年）＜1989年イタリア賞テレビ音楽部門特別賞受賞作品＞ ―日本の様式で描くカルメンの悲劇―
- NHK BS2 『世界・わが心の旅』「モロッコ・ベルベルの少女の瞳」 旅人・山口小夜子（モデル・クリエーター）、語り・磯部勉、1998年。（2004年12月28日・2006年11月16日の各日にNHK BS2で再放送）
- NHK総合 『課外授業 ようこそ先輩』 2002年11月 - 横浜市立元街小学校を訪問
- NHK BS2（2003年10月）［シネマナビゲーション／フランス映画特集コメンテーター］

## 関連人物
- 寺山修司
- 高田賢三
- 山本寛斎
- 三宅一生
- 松岡正剛
- 宇崎竜童
- 沢田研二
- 本木昭子 - 彼女のチーフマネージャー。その後イベントプロデューサーに転身。1996年死去。
- セルジュ・ルタンス（Serge Lutens）- 1980年、資生堂のグローバルイメージ展開の責任者となった彼と仕事を共にする事となった。
- 横須賀功光 - 写真家（資生堂で中村誠と共に数多くの作品に関わる）
- 中村誠 - グラフィックデザイナー（当時は、資生堂宣伝部）
- 富川栄 - 小夜子メイクの生みの親、資生堂SABFA校長も務めた。
- 下村一喜 - 生前最後と思われる写真を撮影した写真家（その写真は2015年「山口小夜子 未来を着る人」にて一般公開された。）